# 迪沙鲁
迪沙鲁是马来西亚柔佛州哥打丁宜县的一个沙滩。迪沙鲁因為位於南中國海的原始海灘而聞名，是水上活動的场所（如滑浪、风帆、潜水和划独木舟。此外，迪沙鲁亦建有度假酒店及果园（占地100亩的农业旅游乐园）。
目前，柔佛州政府正在迪沙鲁開發佔地1,578公頃的綜合旅遊區。

## 設施

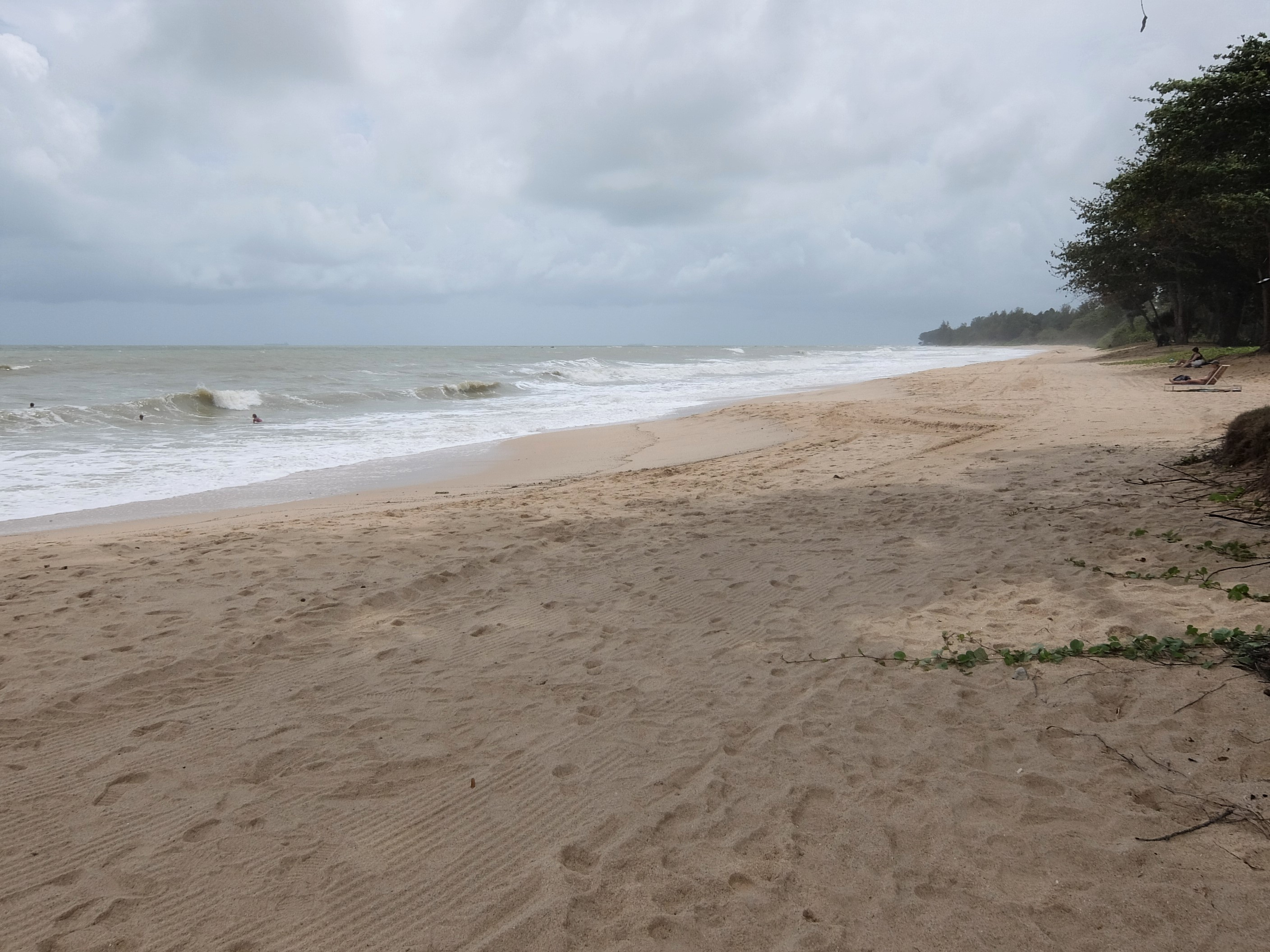
迪沙鲁沙灘

### 購物
- SKS City Mall

### 酒店
- 迪沙魯海岸硬石酒店
- 威斯汀迪沙魯海岸度假村
- 迪沙魯海岸安納塔拉別墅度假酒店
- 莲花迪沙鲁海滩度假村